# Barry Sanders
Barry Sanders (Wichita, 16 de julho de 1968) é um ex-jogador de futebol americano que atuava como Running Back. Ele jogou profissionalmente para os Detroit Lions da National Football League (NFL). Um Pro Bowl convidado em cada uma de suas dez temporadas da NFL e duas vezes jogador ofensivo da NFL do ano, Sanders liderou a liga em jardas quatro vezes e estabeleceu-se como um dos corredores mais difíceis de jogar com sua rapidez e agilidade. Em 2007, ele foi classificado pela série NFL Top 10 da NFL Network como o corredor mais evasivo da história da NFL, e também liderou sua lista de maiores jogadores para nunca jogar em um Super Bowl. Ele é frequentemente considerado como um dos maiores running backs da história da NFL.
Sanders jogou futebol universitário para o time de futebol Oklahoma State Cowboys, onde, como um junior em 1988, compilou o que é considerado uma das maiores temporadas individuais na história do futebol universitário, correndo para 2.850 jardas e 42 touchdowns em 12 jogos. Ele foi premiado com o Heisman Trophy como o mais destacado jogador universitário do país e foi unanimemente reconhecido como um All-American. Ele foi introduzido no Hall da Fama do Football College em 2003.
Sanders se juntou ao Lions em 1989 e teve um impacto imediato, ganhando o prêmio Rookie of the Year da NFL. Através de dez temporadas em Detroit, ele teve uma média de 1.500 jardas por temporada e pouco menos de 100 jardas por jogo. Em 1997, ele se tornou o terceiro jogador a se apressar por mais de 2.000 jardas em uma temporada e foi nomeado o Jogador Mais Valioso da NFL. Ainda aparentemente em seu auge, Sanders aposentou-se inesperadamente do futebol após a temporada de 1998, a 1.457 jardas de quebrar o recorde de todos os tempos da NFL. Sua camisa número 20 foi aposentada pelos Leões, e ele foi introduzido no Hall da Fama do Futebol Profissional em 2004.

## Primeiros anos
Nascido em Wichita, Kansas, Sanders frequentou a Wichita North High School. Sanders começou no segundo ano, mas seu irmão Byron começou antes dele naquela posição no ano seguinte. Sanders não se tornou o corredor inicial até o quarto jogo do seu último ano. Ele correu por 1.417 jardas nos últimos sete jogos da temporada, o que lhe valeu todas as honras do estado. Durante esse período de sete jogos, Sanders teve uma média de 10,2 jardas por carregamento, mas foi negligenciado pela maioria dos recrutadores de faculdades. Embora ele fosse um atleta estelar, Sanders recebeu ofertas de bolsas apenas da Emporia State University, da Universidade de Tulsa e da Oklahoma State University - Stillwater.

## Carreira universitária
Inscrevendo-se na Oklahoma State University, Sanders jogou pelo Oklahoma State Cowboys de 1986 a 1988, e usou o número 21. Durante seus dois primeiros anos, ele apoiou All-American Thurman Thomas. Em 1987, ele liderou a nação em jardas por retorno de kickoff (31,6), enquanto também corria por mais de 600 jardas e marcava 8 touchdowns. Thomas mudou-se para a NFL, e Sanders se tornou o titular para seu primeiro ano.
Em 1988, no que é considerado uma das maiores temporadas individuais na história do futebol universitário, Sanders liderou o país com uma média de 7,6 jardas por carry e mais de 200 jardas por jogo, incluindo a corrida para mais de 300 jardas em quatro jogos. Apesar de sua enorme carga de trabalho de 344 carregamentos, Sanders ainda era usado como o punt e kicker do time, adicionando mais 516 jardas em equipes especiais. Ele estabeleceu recordes de temporada de futebol universitário com 2.628 jardas, 3.248 jardas, 234 pontos, 39 touchdowns, 37 touchdowns rápidos, 5 jogos consecutivos de 200 jardas, marcou pelo menos 2 touchdowns em 11 jogos consecutivos e 9 vezes marcou pelo menos 3 touchdowns . Sanders também correu para 222 jardas e marcou 5 touchdowns em seus três quartos de ação no 1988 Holiday Bowl, um jogo que não está incluído nas estatísticas oficiais da temporada da NCAA. Sanders ficou sabendo de sua vitória no Heisman Trophy enquanto ele estava com a equipe em Tóquio, no Japão, preparando-se para enfrentar a Texas Tech na Coca-Cola Classic. Ele escolheu deixar o estado de Oklahoma antes de entrar para o draft da NFL.

### Estatística
|           |       | Correndo | Correndo | Correndo | Correndo | Correndo | Correndo | Recebendo | Recebendo | Recebendo | Recebendo |
| Temporada | Time  | JD       | Ten      | Jardas   | Média    | JPJ      | TD       | Rec       | Jardas    | Long      | TD        |
| --------- | ----- | -------- | -------- | -------- | -------- | -------- | -------- | --------- | --------- | --------- | --------- |
| 1986      | OSU   |          | 74       | 325      | 4,4      | —        | 2        | 0         | 0         | 0         | 0         |
| 1987      | OSU   |          | 111      | 622      | 5,6      | —        | 8        | 4         | 59        |           | 1         |
| 1988      | OSU   | 12       | 373      | 2 850    | 7,6      | 237,5    | 42       | 19        | 106       | —         | 2         |
| Total     | Total | —        | 558      | 3 797    | 6,8      | —        | 52       | 23        | 165       | —         | 3         |

Fonte:

### Recordes da NCAA
Sanders estabeleceu 34 registros da NCAA Division I FBS em sua carreira universitária e ainda possui os seguintes registros:
- Most rushing yards in a season: 2,628
- Most rushing touchdowns in a season: 37
- Most touchdowns in a season: 39 (tied with Montee Ball)
- Most games rushing for 300+ yards in a season and career: 4
- Highest average rushing yards per game in a season: 238.9
- Most points scored in a season: 234

## Carreira profissional
O Detroit Lions selecionou Sanders com a 3ª escolha geral no draft de 1989, graças ao endosso do então técnico Wayne Fontes. A administração do Lions considerou a possibilidade de esboçar outro Sanders, o Deion Sanders, mas Fontes os convenceu a preparar Barry. Ele recebeu o número 20, que havia sido usado por antigos jogadores do Lions, Lem Barney e Billy Sims; Sims foi um dos melhores running backs da liga no início dos anos 80, e Fontes pediu a Sanders para usar o número em homenagem aos Sims.
Embora houvesse preocupações sobre seu tamanho, essas preocupações eram infundadas. Sanders foi muito rápido para os defensores baterem solidamente em uma base consistente, e muito forte para derrubar com tackles de braço. Apesar de curto, com 5'8 ", seu peso de jogo era de 91 kg - o mesmo que Walter Payton, e apenas um pouco abaixo da média da NFL para um runningback. Além disso, Sanders tinha explosividade incomum, demonstrado por sua habilidade de ser competitiva no concurso Footlocker 1991, apesar de sua baixa estatura.
Em 1989, Sanders perdeu seu treinamento de novato devido a uma disputa contratual. Ele correu por dezoito jardas em seu primeiro carry durante a temporada regular, e marcou um touchdown em seu quarto. Ele terminou a segunda temporada na NFL em jardas e touchdowns após se recusar a voltar para o final da temporada regular, a apenas 10 metros do título (vencido por Christian Okoye), e ganhou o Prêmio Rookie of the Year.
Sanders foi o destaque que recaiu sobre as equipes do Leão que fizeram os playoffs cinco vezes durante os anos 90 (1991, 1993, 1994, 1995 e 1997). Ele era um membro dos esquadrões de 1991 e 1993 que ganhou o título da divisão NFC Central; a equipe de 1991 ganhou 12 jogos da temporada regular (um recorde de franquia).
Em 1994, Sanders avançou por 1.883 jardas, com uma média de 5,7 jardas por carregamento. Ele também totalizou 283 jardas de recepção, o que lhe deu um total de 2.161 jardas de scrimmage para a temporada. Na semana 11, uma vitória por 14-9 sobre o Tampa Bay Buccaneers, ele quebrou o recorde da NFL para a maioria dos jardas em um único jogo sem marcar um touchdown com 237. Ele foi nomeado jogador ofensivo do ano da NFL. Em 1995, Sanders postou 1.500 jardas correndo com 398 jardas de recebimento, superando seu total auge sozinho na temporada de 94. Em 1996, Sanders correu para 1.553 jardas com uma carreira baixa de 147 jardas de recebimento.
A melhor temporada de Sanders aconteceu em 1997, quando ele se tornou membro do clube de 2.000 jardas. Depois de um início em que ele ganhou 53 jardas em 25 carrega nos dois primeiros jogos da temporada (embora ele passou Eric Dickerson como o líder ativo na carreira apressando jardas), Sanders correu para um recorde da NFL 14 jogos consecutivos de 100 jardas, incluindo dois 200 jardas de desempenho, a caminho de correr por 2.053 jardas. Ao chegar ao planalto de 2.000 jardas, ele se tornou apenas o terceiro jogador a fazê-lo em uma única temporada e o primeiro desde que O. J. Simpson correu por 2.000 jardas em um período de 14 jogos consecutivos. Ele foi o primeiro corredor a correr para 1.500 jardas em cinco temporadas e o único a fazê-lo por quatro anos consecutivos. No final da temporada, Sanders dividiu o Prêmio de Melhor Jogador da Associated Press da NFL com o quarterback do Green Bay Packers, Brett Favre.
Na última temporada de Sanders na NFL, em 1998, ele correu por 1.491 jardas, terminando sua série de corridas de quatro anos para mais de 1.500 jardas em uma temporada.
Apesar de seu sucesso individual, os Lions nunca chegaram ao Super Bowl enquanto Sanders estava com o time. O mais próximo que chegaram foi na temporada de 1991. Ajudados por 1.855 jardas combinadas de corrida / recepção e 17 touchdowns de Sanders durante a temporada, eles registraram uma campanha de 12 vitórias e 4 deerrotas, e derrotaram os Dallas Cowboys por 38-6 nos playoffs da divisão, que ainda é a única vitória dos playoffs de Detroit desde que derrotou o Cleveland Browns para ganhar o campeonato de 1957 da NFL. O Lions perdeu para o Washington Redskins 41-10 no NFC Championship Game, e Sanders foi detido para 59 jardas no total do jogo. (Como os próprios Leões, Sanders foi muitas vezes uma decepção no tempo dos playoffs; em seis jogos de pós-temporada, ele correu por apenas 386 jardas - e isso incluiu os 169 jardas que ele acumulou contra os Packers no playoff divisional de 1993. Na mesma equipe no ano seguinte, Green Bay tocou Sanders e o segurou para menos de 1 jardas, apressando-se em treze carregamentos; foi seu pior jogo em um uniforme do Lions.)
Na carreira de Sanders, ele alcançou o status Pro Bowl em todas as dez temporadas da NFL. Sanders foi nomeado primeiro time All-Pro seis vezes entre 1989-1991 e 1993, 1994 e 1997. Ele também foi nomeado segundo time All-Pro quatro vezes em 1992, 1993, 1996 e 1998. Sanders também foi nomeado All-NFC de 1989 –92 e 1994–97. Sanders foi nomeado Jogador Ofensivo do Ano em 1994 e 1997, MVP da NFL em 1997, e foi nomeado para a equipe da NFL All-Decade dos anos 90.
Em contraste com muitos dos craques da época, Sanders também era conhecido por sua humildade em campo. Apesar de seu estilo de jogo chamativo, Sanders raramente era visto comemorando após o apito ser soprado. Em vez disso, ele entregou a bola a um árbitro ou parabenizou seus companheiros de equipe.

### Aposentadoria
Em 27 de julho de 1999, Sanders anunciou que estava se aposentando do futebol profissional. Sua aposentadoria tornou-se pública enviando uma carta por fax para o Wichita Eagle, o jornal de sua cidade natal.
Ele deixou o futebol saudável, tendo ganho 15.269 jardas (o maior total de jardas de corrida de todos os jogadores da NFL em um período de 10 anos), 2.921 jardas de recepção e 109 touchdowns (99 apressando e 10 recebendo). Ele se retirou a uma curta distância da carreira de Walter Payton, de 16.726 jardas. Apenas Payton e Emmitt Smith correram por mais metros do que Sanders.
A aposentadoria de Sanders veio inesperadamente e foi motivo de controvérsia. Dois anos antes, Sanders havia renovado seu contrato com o Lions por US $ 34,56 milhões em seis anos com um bônus de assinatura de US $ 11 milhões. O Lions exigiu que ele devolvesse US $ 5,5 milhões do bônus. Sanders recusou e os Leões processaram. Em 15 de fevereiro de 2000, um árbitro determinou que Sanders pagasse imediatamente US $ 1,833 milhão (um sexto do bônus), com o bônus remanescente a ser pago em cada um dos três anos que Sanders deixara o contrato, desde que ele ficasse aposentado. Antes da decisão, Sanders se ofereceu para devolver os 5,5 milhões de dólares em troca de sua libertação da equipe. Os Leões se recusaram, afirmando que receberiam Sanders de volta ao time; caso contrário, honrariam sua aposentadoria anunciada. O agente de Sanders, Lamont Smith, pressionou a equipe para negociar com seu cliente.
Alguns pensaram que o próprio treinador do Lions, Bobby Ross, poderia ter sido o motivo de sua aposentadoria precoce, mas em sua autobiografia Barry Sanders: Now You See Him, Sanders afirmou que Ross não tinha nada a ver com sua aposentadoria e o elogiou como um treinador principal.

## Estatísticas
| Temporada                   | Jardas terrestres | Jardas terrestres | Jardas terrestres | Jardas terrestres |  | Jardas recebidas | Jardas recebidas | Jardas recebidas | Jardas recebidas |  | Total       | Total     |
| Temporada                   | Ten               | Jardas            | JPJ               | TD                |  | Rec              | Jardas           | JPJ              | TD               |  | Jardas      | TD        |
| --------------------------- | ----------------- | ----------------- | ----------------- | ----------------- |  | ---------------- | ---------------- | ---------------- | ---------------- |  | ----------- | --------- |
| 1989                        | 280               | 1 470²            | 5.3               | 142†              |  | 24               | 282              | 11.8             | 0                |  | 1 752³      | 14        |
| 1990                        | 255               | 1 304¹            | 5.1               | 13³               |  | 36               | 480              | 13.3             | 3                |  | 1,784²      | 16¹       |
| 1991                        | 342²              | 1 548²            | 4.5               | 16¹               |  | 41               | 307              | 7.5              | 1                |  | 1 855²      | 17¹       |
| 1992                        | 3123†             | 1 352             | 4.3               | 9                 |  | 29               | 225              | 7.8              | 1                |  | 1 577       | 10        |
| 1993                        | 243               | 1 115             | 4.6               | 3                 |  | 36               | 205              | 5.7              | 0                |  | 1 320       | 3         |
| 1994                        | 331               | 1 883¹            | 5.7               | 7                 |  | 44               | 283              | 6.4              | 1                |  | 2 166¹      | 8         |
| 1995                        | 314               | 1 500²            | 4.8               | 11                |  | 48               | 398              | 8.3              | 1                |  | 1 898²      | 12        |
| 1996                        | 307               | 1 553¹            | 5.1               | 11                |  | 24               | 147              | 6.1              | 0                |  | 1 700³      | 11        |
| 1997                        | 335               | 2 053¹            | 6.1               | 113†              |  | 33               | 305              | 9.2              | 3                |  | 2 358¹      | 14³       |
| 1998                        | 343               | 1 491             | 4.3               | 4                 |  | 37               | 289              | 7.8              | 0                |  | 1 780       | 4         |
| Total (rank na estatística) | 3 062 (4º)        | 15 269 (3º)       | 5.0               | 99 (8º)           |  | 352              | 2 921            | 8.3              | 10               |  | 18 190 (4º) | 109 (10º) |

## Vida pessoal
Uma publicação observa que Sanders é profundamente mas silenciosamente religioso (cristão). Ele pediu o divórcio de sua esposa Lauren Campbell Sanders, ex-âncora de jornalistas da WDIV em Detroit, em fevereiro de 2012, após 12 anos de casamento.
Sanders tem quatro filhos. Os três mais jovens são de seu casamento com o filho mais velho de Lauren Campbell Sanders, Barry J. Sanders, que jogou de volta para a Universidade de Stanford de 2012 a 2015 após uma carreira altamente bem sucedida no colegial: como calouro em 2008, Barry correu por 742 jardas e doze touchdowns ajudando a Heritage Hall School a conquistar o título de Oklahoma 2A em 2008, e ele foi o segundo jogador do time de 2009 do Tulsa World.

## Pós-Carreira
Sanders apresentou o jogo Monday Night Football da ESPN entre Chicago Bears e Detroit Lions em 10 de outubro de 2011.
Em abril de 2013, Sanders chegou à final na votação da EA Sports Madden NFL 25 cobrindo Ron Rivera na primeira rodada, Marcus Allen na segunda rodada, Ray Lewis na terceira rodada, Joe Montana nas quartas-de-final e Jerry Rice nas semifinais. Ele então passou a bater Adrian Peterson para se tornar o próximo atleta de capa, o primeiro jogador a aparecer na capa do Madden NFL Football mais de uma vez (ele apareceu no fundo da capa do Madden NFL 2000).